# لايكي
لايكي (بالإنجليزية: Likee)هي منصة إنشاء ومشاركة مقاطع فيديو قصيرة مقرها سنغافورة، وهي متاحة لأنظمة تشغيل آي أو إس وأندرويد. تعود ملكية لايكي إلى شركة بيجو تكنولوجي ومقرها سنغافورة، والشركة الأم هي جُوي (JOYY)، وهي شركة مدرجة في بورصة نازداك في الولايات المتحدة. مؤسس لايكي هو جايسون هو وقد عمل سابقًا في شركة جُوي.
يوفر لمستخدميه فرصة الحصول على تجربة سينمائية من منازلهم حيث يقدم جميع التأثيرات السينمائية والمونتاج، ويتضمن بما في ذلك 4D Magic والملصقات الديناميكية (بالإنجليزية: Dynamic Stickers)، بالإضافة إلى تصوير الفيديو وتحريره.

## التاريخ
تم إطلاق لايكي في البداية في يوليو من عام 2017، وعُرف حتى منتصف عام 2019 باسم LIKE، ولكن تم تغيير علامته التجارية وإعادة تصميمه. في عام 2017، تم تصنيف لايكي كأحد أفضل تطبيقات الترفيه في جوجل بلاي.
اعتبارًا من الربع الثاني من عام 2019، بلغ عدد المستخدمين النشطين شهريًا على الهاتف المحمول نحو 80.7 مليون مستخدم. في 30 سبتمبر 2019، تم تقديم ميزة المراقبة الأبوية؛ مما يسمح لولي أمر مستخدمي لايكي بالتحكم عن بعد أو تقييد الوصول إلى محتوى التطبيق.

## ميزات
يتيح تطبيق لايكي للجوّال إنشاء مقاطع فيديو وتعديلها بسهولة باستخدام مجموعة متنوعة من تأثيرات الواقع المعزز.

## وصلات خارجية
- الموقع الرسمي